# Башкино (Владимирская область)
Башкино — деревня в Александровском районе Владимирской области, входит в состав Андреевского сельского поселения.

## География
Деревня расположена в 13 километрах на юг от центра поселения села Андреевское и в 24 км на юго-восток от Александрова.

## История
В конце XIX — начале XX века деревня входила в состав Андреевской волости Александровского уезда. В 1859 году в деревне числилось 17 дворов, в 1905 году — 26 дворов, в 1926 году — 34 двора.
С 1929 года деревня входила в состав Дудкинского сельсовета Александровского района, с 1940 года — в составе Мячковского сельсовета, с 1948 года — в составе пригородной зоны города Александрова, с 1954 года — в составе Бакинского сельсовета, с 1965 года — в составе Александровского района, с 1969 года — в составе Андреевского сельсовета, с 2005 года — в составе Андреевского сельского поселения. 

## Население
| 1859 | 1905 | 1926 | 2002 | 2010 | 2021 |
| ---- | ---- | ---- | ---- | ---- | ---- |
| 133  | ↗184 | ↘156 | ↘14  | ↘7   | ↗12  |